# Macroglossus
Macroglossus là một chi động vật có vú trong họ Dơi quạ, bộ Dơi. Chi này được F. Cuvier miêu tả năm 1824. Loài điển hình của chi này là Pteropus minimus E. Geoffroy, 1810.

## Hình ảnh

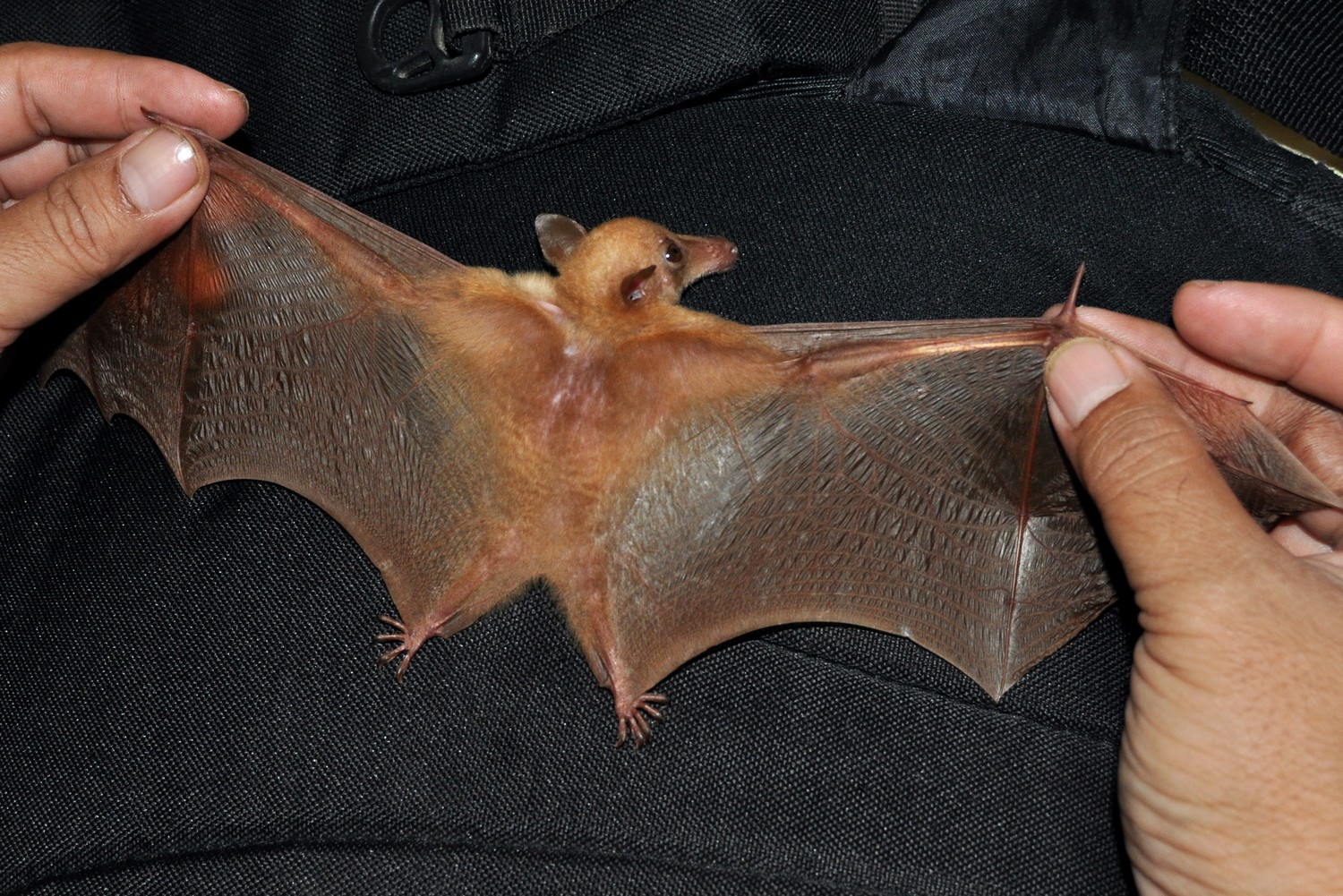

## Các loài
Chi này gồm các loài: